# История Эстер Костелло
«История Эстер Костелло» (англ. The Story of Esther Costello) — британский фильм-драма 1957 года, срежиссированный Дэвидом Миллером. Экранизация одноимённого рассказа Николаса Монсаррата.
Картина получила номинации на премии «Золотой глобус», BAFTA и «Золотой лев».

## Сюжет
Неудачный брак с альфонсом Карло вынуждает богатую и бездетную Маргарет Ланди искать эмоциональную отдушину в заботе о пятнадцатилетней глухой, немой и слепой ирландской девушке по имени Эстер Костелло. Её инвалидность является результатом детской травмы и является скорее психосоматической, чем физической. Поскольку с девушкой начали проводить интенсивные занятия и заниматься терапией, её недуг начал отступать. О переменах в жизни бывшей жены узнаёт Карло, который видит в девушке источник финансовой выгоды. Он устраивает с девушкой благотворительный тур на её лечение. Однажды он, воспользовавшись отсутствием Маргарет, насилует Эстер, шок от этого восстанавливает слух и зрение девушки. Узнав об этом, Маргарет поручает заботу об Эстер одному священнику, а позже убивает Карло и себя.

## В ролях
- Джоан Кроуфорд — Маргарет Ланди
- Россано Брацци — Карло Ланди
- Хизер Сирс — Эстер Костелло
  - Джанина Фэй — маленькая Эстер Костелло
- Ли Паттерсон — Гарр Грант
- Рон Рэнделл — Фрэнк Венцель
- Фэй Комптон — мать-настоятельница
- Джон Лодер — Пол Мерчант
- Денис О’Ди — отца Девлин
- Сидни Джеймс — Райан
- Бесси Лав — смотрительница в картинной галерее
- Роберт Айрес — мистер Уилсон
- Салли Смит — Сьюзен Норт
- Морин Делани — Дженни Костелло
- Гарри Хатчинсон — ирландский трактирщик